# Halictus ligatus
Halictus ligatus är en biart som beskrevs av Thomas Say 1837. Den ingår i släktet bandbin och familjen vägbin. Inga underarter finns listade i Catalogue of Life. Arten förekommer från södra Kanada till nordligaste Sydamerika.

## Beskrivning
Arten har en nästan helt svart grundfärg med vissa avvikelser hos hanen, som har käkarna, labrum och övre halvan av clypeus gula. Hanen har dessutom tegelfärgad undersida på antennernas främre leder, gula fötter, rödbruna skenben samt halvgenomskinligt rödaktiga bakkanter på tergiterna. Båda könen har en gulaktig, inte helt täckande behåring som ljusnar till mera vitaktig på undersidan. Vingarna är halvgenomskinliga med gulaktiga ribbor och vingfästen, de senare med en kopparaktig ton hos hanen. Honan blir 8 till 10 mm lång, hanen 7 till 9 mm.

## Utbredning
Arten är vitt spridd: Utbredningsområdet omfattar större delen av Nordamerika och nordligaste Sydamerika från södra Kanada där den förekommer från 50° N söderut (södra delarna av British Columbia till Newfoundland samt New Brunswick och Nova Scotia) över hela USA till Colombia, Venezuela samt Trinidad och Tobago.

## Ekologi
Halictus ligatus är polylektisk, den besöker blommor från åtminstone 36 olika familjer, bland annat korgblommiga växter och ärtväxter.
Arten är eusocial, den lever i samhällen med tre kaster, drottning, arbetare och hanar (drönare). Till skillnad från mera avancerat eusociala bin, är inte arbetarna vare sig helt infertila eller oförmögna till parning. Upp till 60% av alla arbetare har åtminstone viss utveckling av äggstockarna, och 42% av arbetarna parar sig också. Om en drottning dör, förekommer det att en arbetare tar hennes plats. I större delen av utbredningsområdet, från Kanada till större delen av USA, är samhällena ettåriga; alla medlemmarna dör till hösten, utom de parade ungdrottningarna som går i dvala. De övervintrande drottningarna vaknar från dvalan sent i april eller under maj. De kommer emellertid inte fram från vintervistet förrän sent i maj eller början av juni, då de kommer fram för att grunda nya samhällen. Det förekommer att de återvänder till sina ursprungssamhällen och ställer dem i ordning, i stället för att bygga ett nytt från grunden. Som de flesta bandbin bygger Halictus ligatus vanligen sina bon under jord.
I subtropiska områden, från södra Florida söderut, är klimatet tillräckligt varmt för att inte samhällena skall behöva dö ut på hösten, utan de är fleråriga.

## Taxonomi
Arten anses tillhöra ett artkomplex, och kan komma att delas upp i flera arter i framtiden.

## Bildgalleri

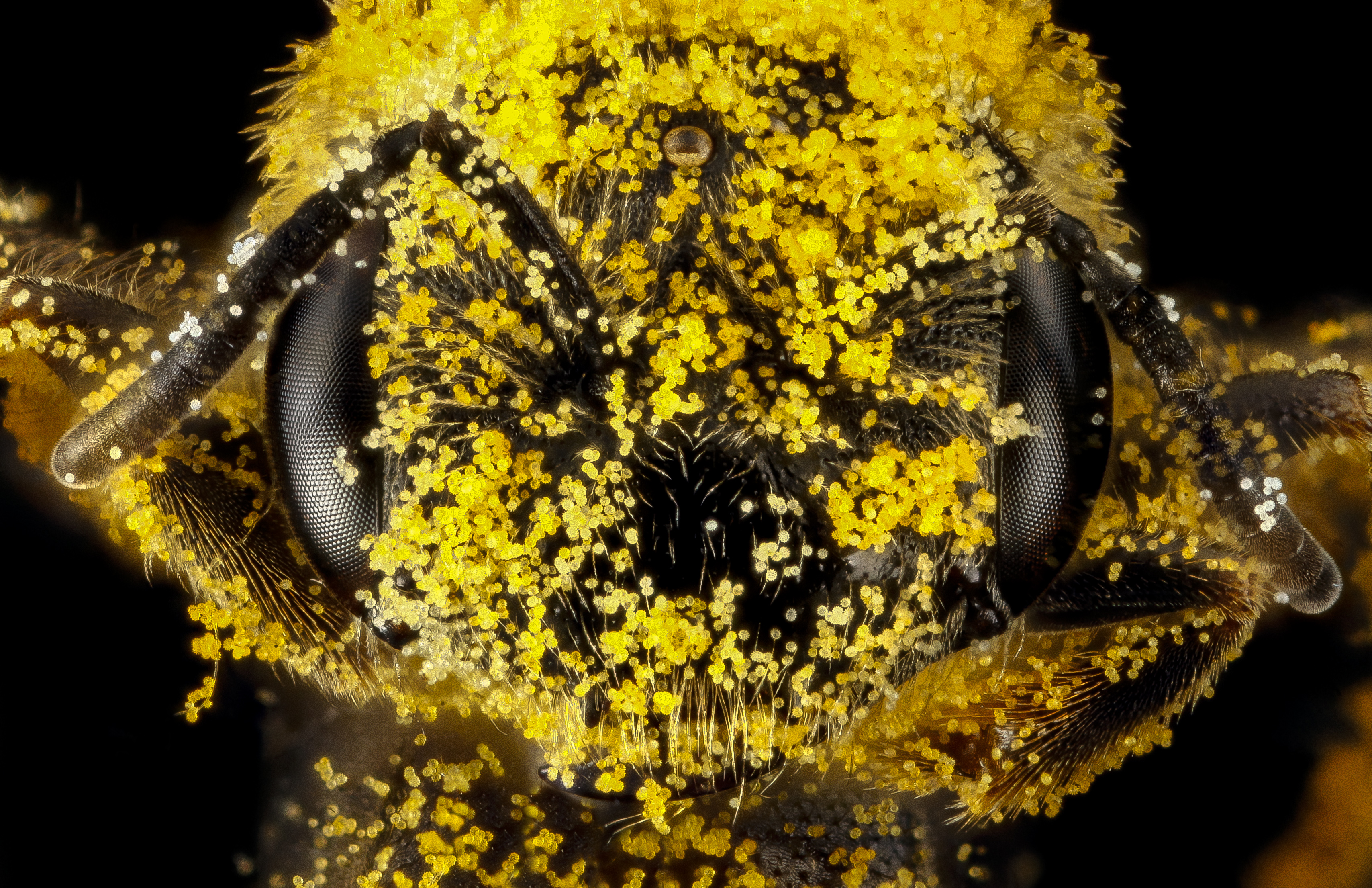
Hona, ansikte.
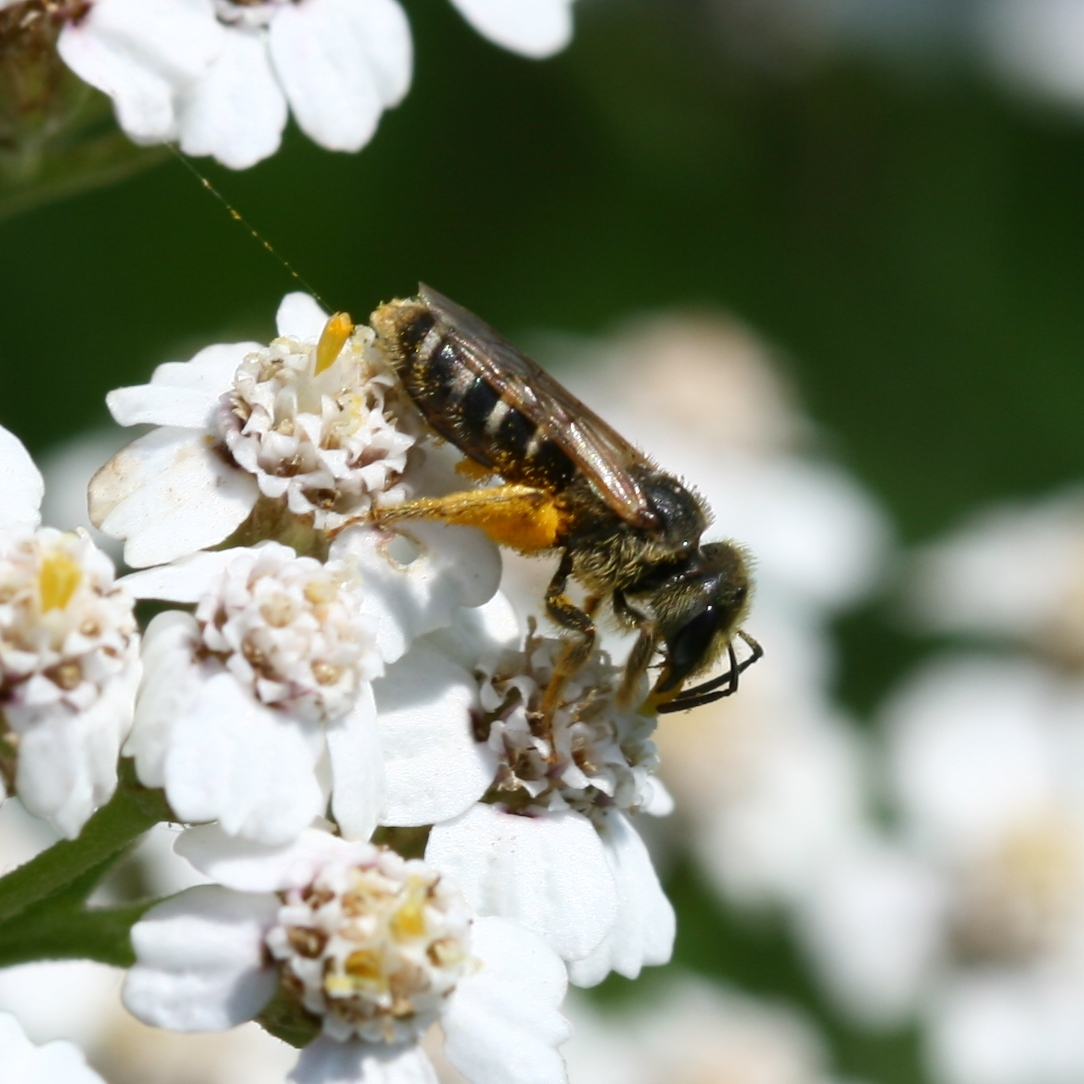
Hona på oidentifierad blomma.
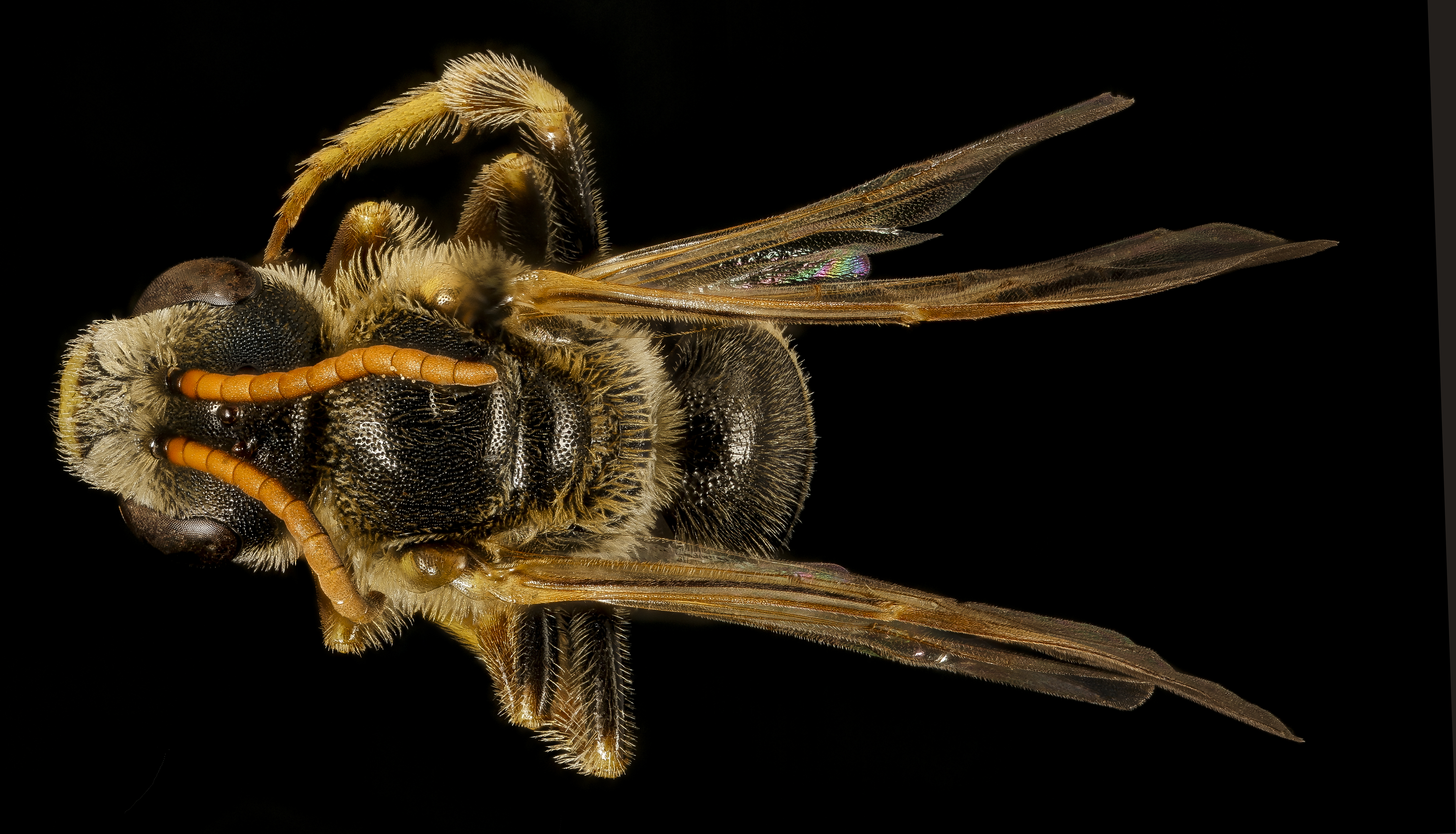
Hane, ryggsida.
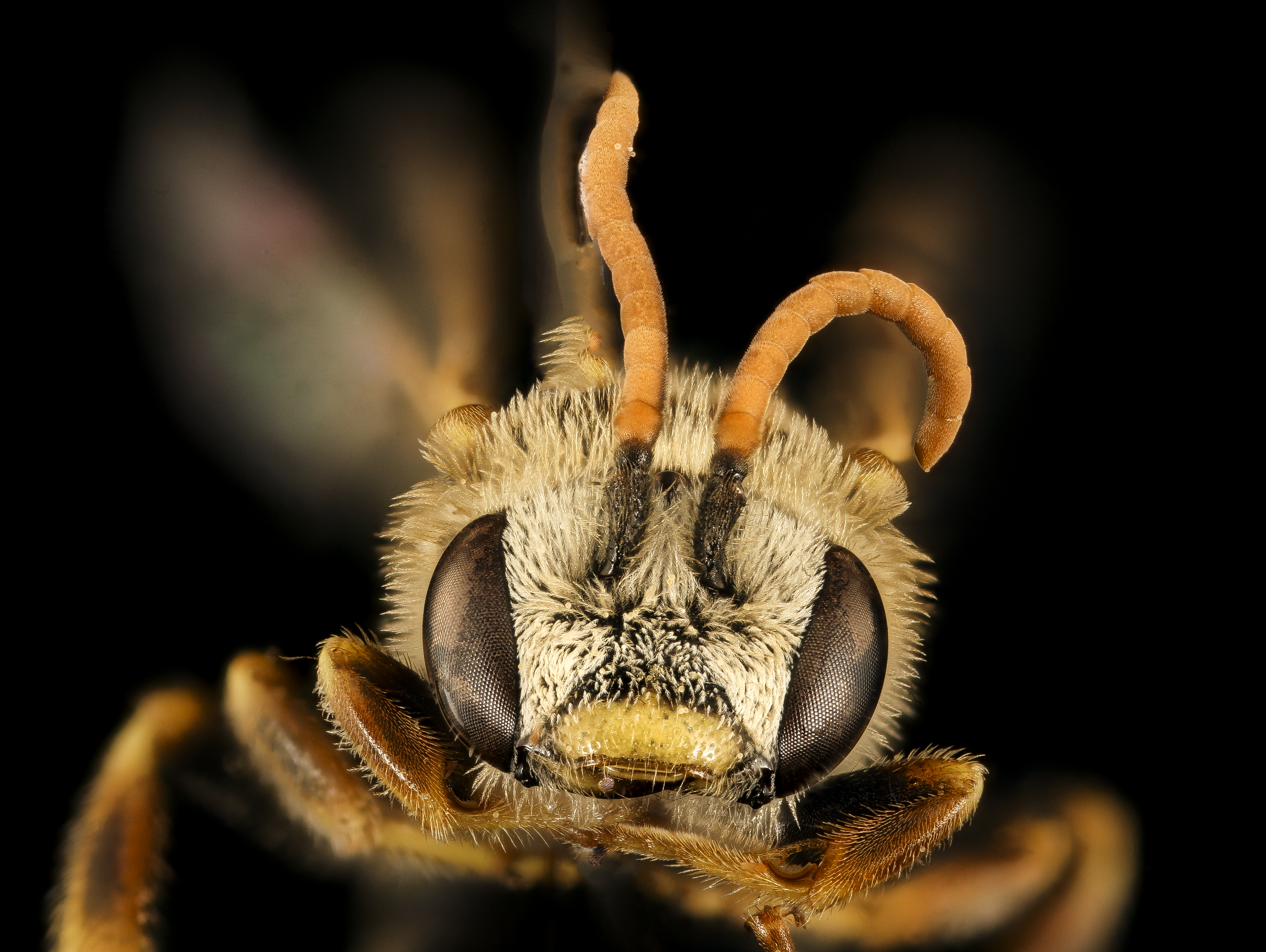
Hane, ansikte.